# Pont des Paluds
Le pont des Paluds et un pont ferroviaire sur la Ligne du Simplon entre les communes de Bex dans le Canton de Vaud et Massongex dans le Canton du Valais. Un pont métallique d'une grande portée, 125 mètres, construit en 2016,.

## Histoire
Lors de la construction de la liaison Villeneuve - Saint-Maurice (Valais) en 1860, un premier pont fut construit en bois. Il est remplacé par un pont métallique en 1870.
L'augmentation du trafic sur la ligne du Simplon ainsi que son électrification, oblige les CFF à remplacer l'ancien pont par deux nouveaux ponts métalliques de 70 mètres en 1903 en amont et en 1923 celui en aval, avec le doublement de la ligne. Ces deux ponts sont complétés par deux paires de ponts d'une portée de 10 mètres, amenant leur longueur totale à 90 mètres, construits par les Ateliers de constructions mécaniques de Vevey. Des ponts métalliques, en treillis, les voies sont placées sur les « membrures » supérieures .

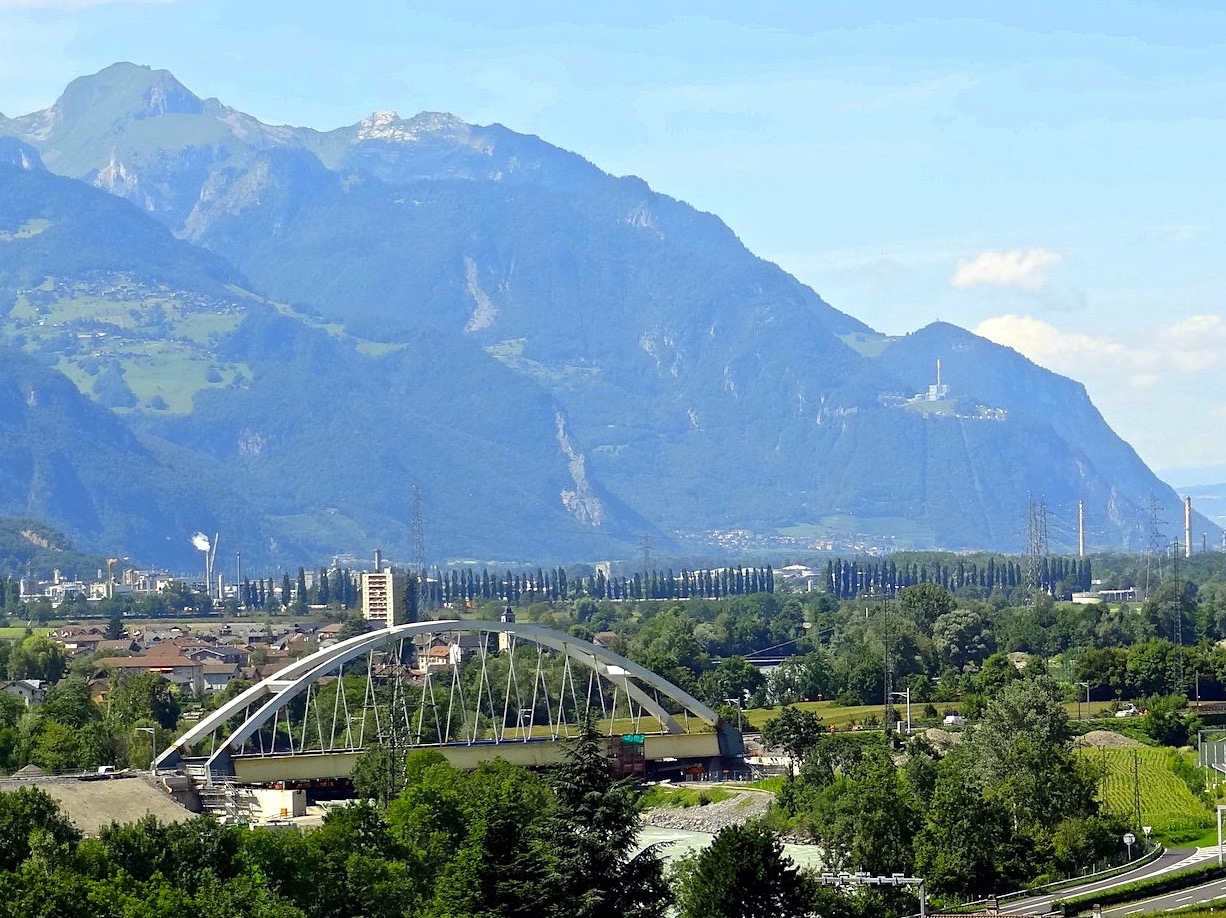
Construction du nouveau pont en 2015-2016.

Avec la modernisation de la ligne du Simplon, dont en particulier, l'agrandissement du tunnel de Saint-Maurice, les CFF ont lancé un nouveau chantier pour le remplacement des deux ponts métalliques qui montraient des signes de vétusté et ne respectaient pas certaines normes pour le trafic ferroviaire et également des normes en matière de gabarit fluvial, ainsi que le projet de la troisième Correction du Rhône en amont du lac Léman.
En lieu et place des deux « jumeaux », un nouveau pont à longue portée, pour deux voies ballastées de 35 millions de francs, est constitué de deux arcs métalliques de 24 mètres de haut et d'un tablier en béton armé.

## Caractéristiques
La circulation des trains devant continuer sans trop de perturbation durant les travaux, il a été fait le choix d'une construction in situ, en amont des ponts existant et une mise en place par ripage de l'amont vers l'aval. Le chantier a débuté en juillet 2015. La structure métallique a été lancée au-dessus du Rhône entre le 22 mars et le 1er avril 2016. Trois opérations de ripage successives, à l'aide de vérins, ont permis la mise en place définitive de l'ouvrage le 31 octobre 2016, d'un poids total de 8 000 tonnes, dont 2 500 tonnes d'acier, 3 000 tonnes de béton pour le tablier et 2 500 tonnes de ballast/voies. Le pont ferroviaire a été inauguré le 19 décembre 2016.